# Moon Studios
Moon Studios  — австрийская студия-разработчик компьютерных игр, основанная в 2010 году в Вене. С 2011 года издателем игр Moon Studios выступает Microsoft Game Studios. Популярность студии принесла игра 2015 года Ori and the Blind Forest, получившая положительные отзывы критиков и заработавшая награду «Лучший дебют» на Game Developers Choice Awards 2016.
На E3 2017 компания анонсировала сиквел дебютной игры, названный Ori and the Will of the Wisps, для платформ Xbox One и Windows 10.

## Игры компании
| Год  | Название                      | Жанр       | Платформа(-ы)                                            | Издатель          |
| ---- | ----------------------------- | ---------- | -------------------------------------------------------- | ----------------- |
| 2015 | Ori and the Blind Forest      | платформер | PC (Windows), Xbox One, Nintendo Switch                  | Microsoft Studios |
| 2020 | Ori and the Will of the Wisps | платформер | ПК (Windows), Xbox One, Xbox Series X/S, Nintendo Switch | Xbox Game Studios |
| 2024 | No Rest for the Wicked        | action/RPG | ПК (Windows), PlayStation 5, Xbox Series X/S             | Private Division  |